# تماس اضطراری
تماس اضطراری (انگلیسی: Emergency Call) یک فیلم بریتانیایی به کارگردانی لوئیس گیلبرت است که در سال ۱۹۵۲ منتشر شد. از بازیگران آن می‌توان به آنتونی استیل و سید جیمز اشاره کرد.